# Querion de Celso
El querion de Celso es una inflamación del cuero cabelludo producida, generalmente, por Microsporum, principalmente Microsporum canis y Microsporum gypseum. Suele comenzar como una tiña capitis normal (no inflamatoria). Posteriormente, debido a procesos inmunitarios del propio huésped se produce una inflamación severa a nivel del folículo piloso, generándose en el área pápulas y pústulas que se secan dejando una costra. 
Durante este periodo, existe lo que los dermatólogos llaman el "signo de la espumadera", que consiste en observar la salida de pus por cada uno de los orificios de los folículos pilosos al hacer presión lateral sobre la zona.
El proceso cicatriza de manera fibrosa y deja áreas de alopecia definitiva.